# Johann Joseph von Trautson

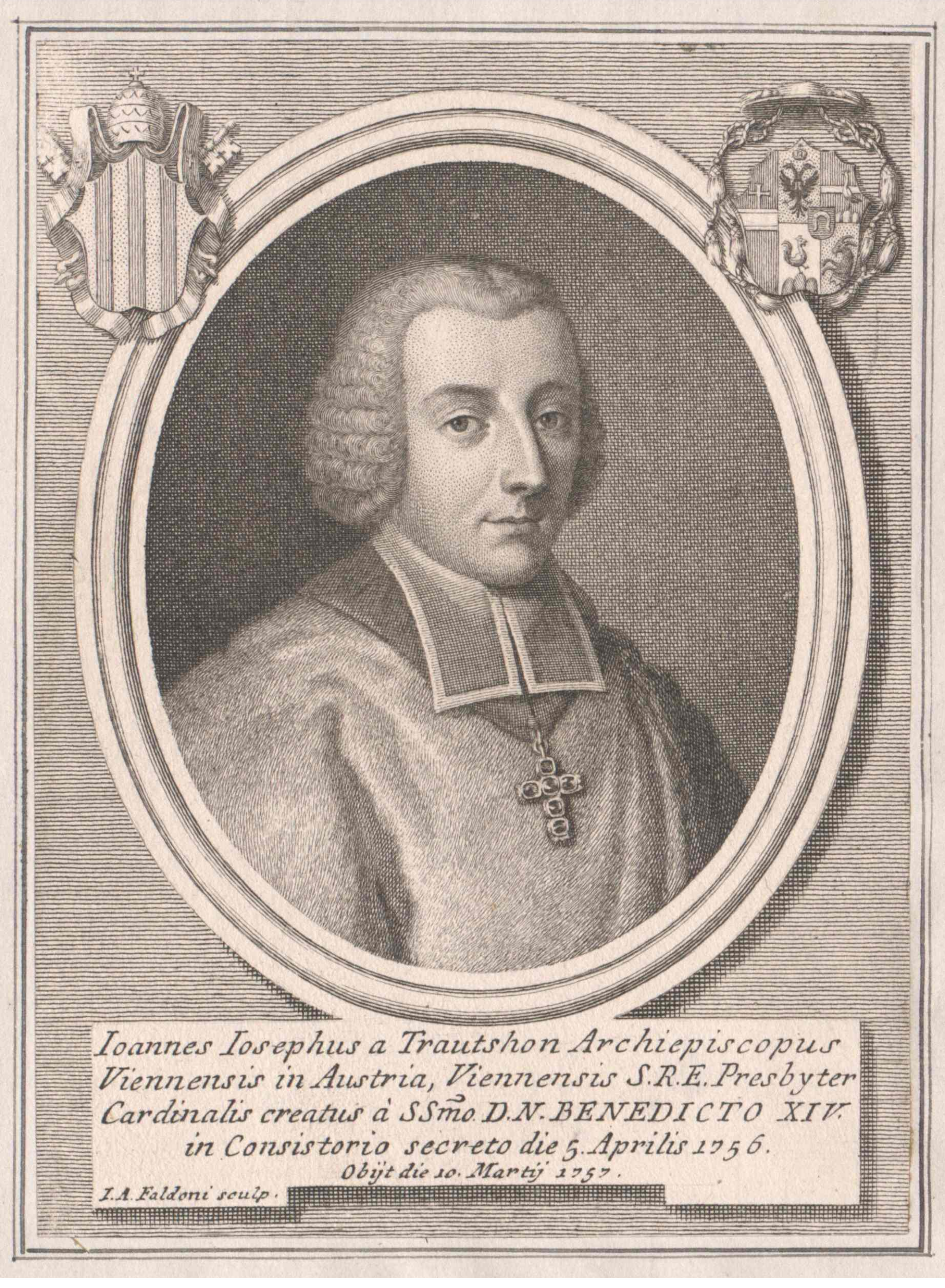
Johann Joseph von Trautson

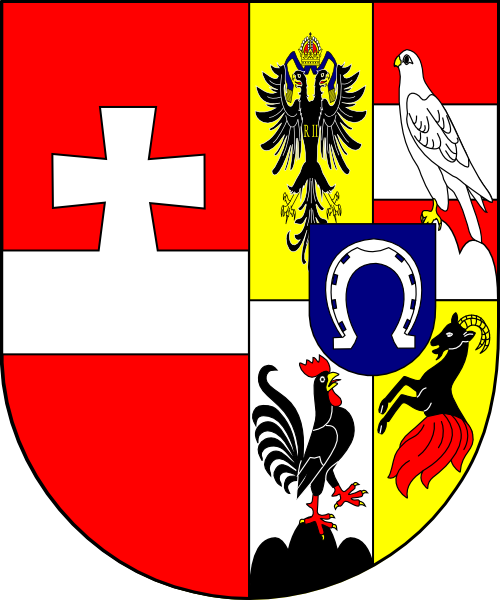
Wappen Johann Joseph von Trautsons als Fürsterzbischof von Wien

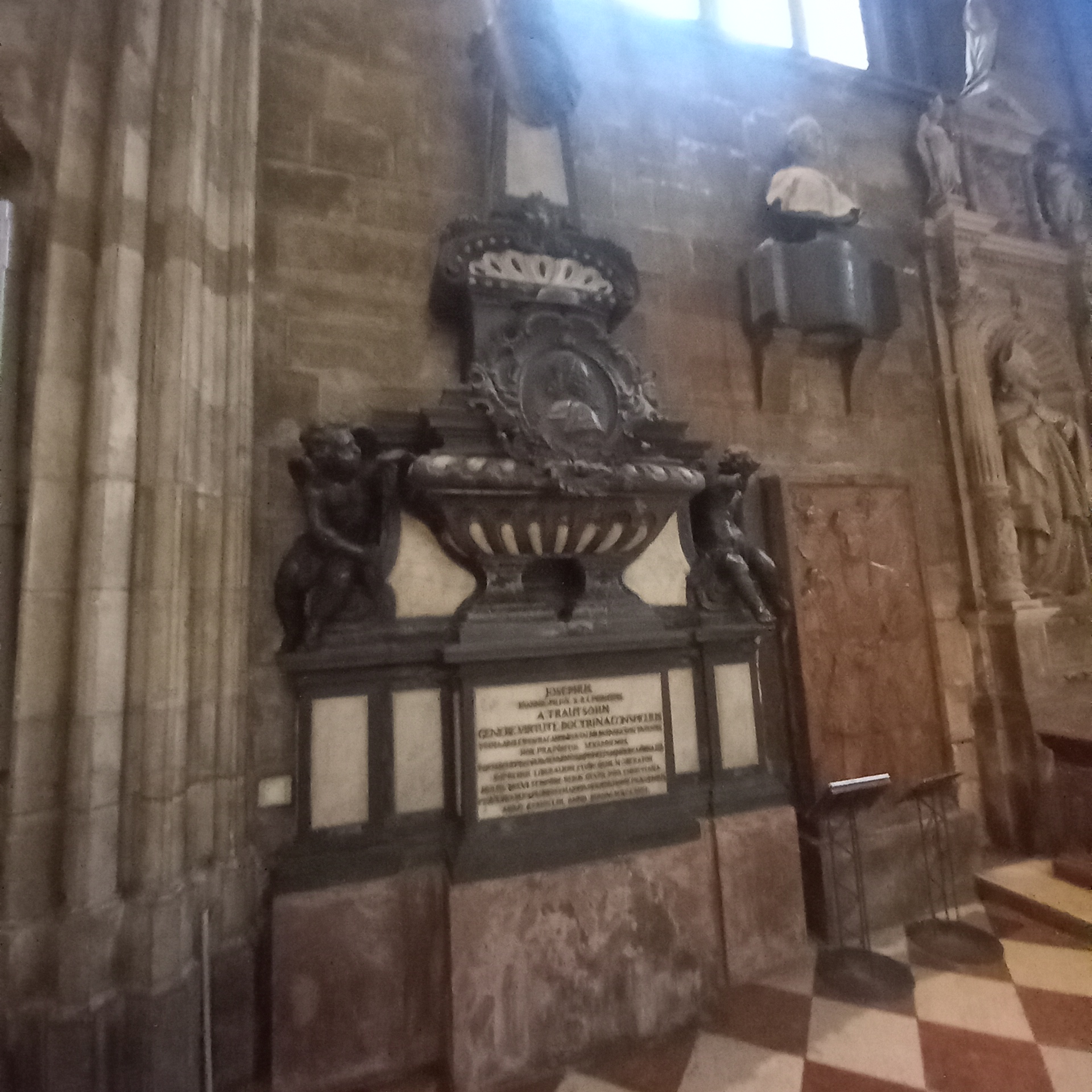
Epitaph von Johann Joseph von Trautson im Stephansdom in Wien

Johann Joseph Graf von Trautson zu Falkenstein (* 17. Juli 1707 in Falkenstein, Niederösterreich; † 10. März 1757 in Wien) war ein römisch-katholischer Geistlicher, der 1750 zum Erzbischof-Koadjutor der Erzdiözese Wien und zum Titularerzbischof von Cartagine (Karthago) ernannt wurde, von 1751 bis 1757 Fürsterzbischof von Wien und ab 1756  Kardinal war.

## Herkunft
Er stammte aus dem Tiroler Uradel, war ein jüngerer Sohn des Reichsgrafen Johann Leopold Donat von Trautson, seit 1711 Reichsfürst Trautson Graf zu Falkenstein Freiherr zu Sprechenstein u. Schroffenstein, Erblandhofmeister in Österreich unter der Enns, kaiserlicher Obersthofmeister etc., Ritter des Ordens vom Goldenen Vlies (* 1659, † 1724) und dessen Gemahlin, Theresia Ungnad Reichsgräfin von Weissenwolff Freiin zu Sonnegg u. Ennsegg († 1741). Entscheidend für seine Laufbahn war sein Onkel Ernst Trautson Reichsgraf zu Falkenstein, der von 1685 bis 1702 selbst Fürstbischof von Wien war.

## Leben
Nach einer theologischen Ausbildung promovierte er zum Doktor der Heiligen Schrift. Die Priesterweihe empfing er am 26. September 1728 in Salzburg. Er wurde zuerst Kanoniker in Salzburg, danach Domherr in Passau und Breslau und Propst von Ardagger.
Am 7. Dezember 1750 wurde er zum Koadjutor der Erzdiözese Wien und zum Titularerzbischof von Cartagine ernannt. Die Bischofsweihe spendete ihm Erzbischof Sigismund von Kollonitz am 25. Dezember desselben Jahres. Nach dem Tod von Kardinal Kollonitz leitete er ab 17. Mai 1751 die Diözese als Fürsterzbischof.
Weil er in einem Hirtenschreiben vom 1. Jänner 1752 die Missstände bei Predigten, den Wunderglauben des Volkes und Auswüchse bei Ablässen anprangerte, warf man ihm vor, ein geheimer Protestant zu sein. Das Schreiben wird vielfach als Beginn einer kirchlichen Aufklärung gesehen.
Maria Theresia ernannte ihn zum Protektor der theologischen und philosophischen Wissenschaften an der Universität Wien und zum Leiter des Neubaus der Universität (jetzt Alte Universität und Sitz der Österreichischen Akademie der Wissenschaften).
Kurz vor seinem Tod wurde er am 5. April 1756 zum Kardinalpriester ernannt, konnte jedoch keinen Titel mehr entgegennehmen. Sein Grab befindet sich in der Bischofsgruft des Wiener Stephansdoms.
Im Jahr 1862 wurde in Wien-Josefstadt (8. Bezirk) die Trautsongasse nach ihm benannt.